# WEtv
WEtv är en amerikansk tv-kanal som ägs av AMC Networks. I augusti 2013 fanns kanalen tillgänglig i 83 miljoner amerikanska hushåll.

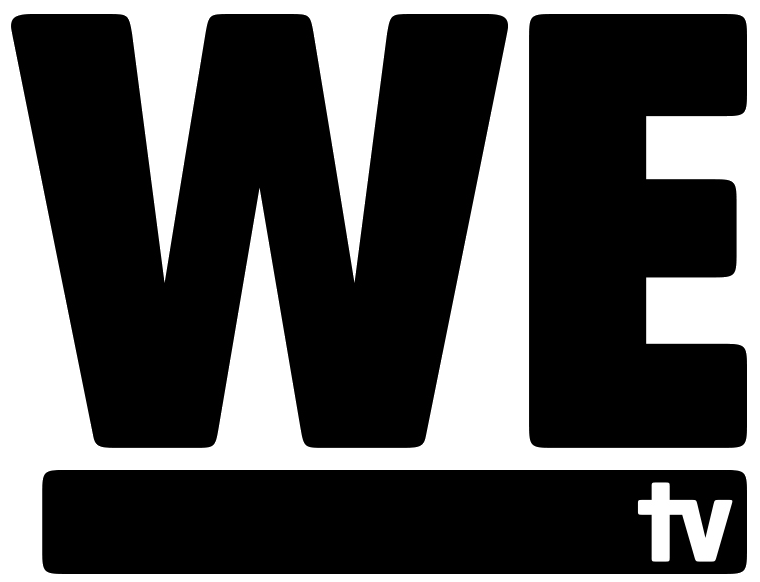
Logo of WEtv